# Barbara Weeks
Barbara Weeks, pseudonimo di Sue Kingsley (Somerville, 4 luglio 1913 – Las Vegas, 24 giugno 2003), è stata un'attrice e ballerina statunitense.

## Biografia
I genitori divorziarono l'anno dopo della sua nascita e Sue rimase con la madre, un'attrice mancata, che spinse la figlia a intraprendere la carriera di attrice di teatro. A questo scopo si trasferirono a New York dove Sue prese lezioni di danza: come giovanissima ballerina di fila e con il nome di Bobbe Weeks fece il suo esordio a Broadway il 22 novembre 1927 nella commedia musicale Take the Air. Dopo più di duecento repliche, il 29 agosto 1928 venne nel cast della commedia Ringside con una piccola parte.
In quel periodo un'amica della madre la presentò al famoso produttore di show musicali Florenz Ziegfeld che l'apprezzò e la volle nel cast del musical Whoopee!, da lui prodotto. Il protagonista era Eddie Cantor, la commedia fu replicata a New York dal 4 dicembre 1928 al 23 novembre 1929, e poi fu presentata a Washington, a Baltimora, a Filadelfia e a Cleveland. Il suo successo convinse Ziegfeld a organizzare con il produttore Samuel Goldwyn una versione cinematografica del musical, che uscì nell'ottobre del 1930. Barbara Weeks, questo il nuovo e definitivo nome d'arte di Sue Kingsley, era tra gli interpreti.
Sotto contratto di Ziegfeld e di Goldwyn, dopo una serie di piccoli ruoli Barbara ebbe una parte di rilievo nel film Il re dei chiromanti e fu scelta tra le tredici WAMPAS Baby Stars del 1931. Dopo la morte di Ziegfeld nel 1932 – raccontò l'attrice – Goldwyn «cercò di entrare nelle mie mutande». Fu respinto e costretto dalla madre di Barbara a sciogliere il contratto. L'attrice passò alla Columbia, allora diretta da Harry Cohn, un altro «uomo orribile e grossolano», che a sua volta tentò più volte di sedurla. Respinto anche lui, Cohn decise di far impiegare l'attrice soltanto in film western, come fosse una forma di punizione, «ma io ho amato il western, così divertente, con gli esterni e tutto quel che c'era intorno».
Barbara Weeks, che in realtà aveva già interpretato Two Fisted Justice, un western con l'attore Tom Tyler, da lei definito uno «stupido di bell'aspetto», lavorò poi con Buck Jones, «così affascinante», con Tim McCoy e, alla fine, con Charles Starrett, «gentile e bello». The Old Wyoming Trail (1937) fu il suo ultimo western.
Si sposò il 4 dicembre 1938 con Lewis Parker, un pilota collaudatore della Lockheed. Fece ancora un film, Dad Rudd, M.P., nel 1940, quando il marito fu trasferito in Australia, e rimase vedova nel 1945, poco dopo la fine della guerra, quando l'aereo che trasportava il marito in Egitto precipitò nell'Atlantico. Si risposò nel 1949 a New York con un carpentiere, William Cox, dal quale ebbe un figlio nel 1950, ma presto divorziarono.
Avendo abbandonato il cinema, per mantenere sé stessa e il figlio lavorò per qualche tempo come modella a New York, poi studiò stenografia e s'impiegò come segretaria in una compagnia aerea e poi in un collegio nel nord della California, dove visse dal 1977. Era a volte confusa con un'omonima attrice, ma più spesso era dimenticata. Negli ultimi anni visse a Las Vegas dove morì il 24 giugno 2003.

## Riconoscimenti
- WAMPAS Baby Star nel 1931

## Filmografia parziale

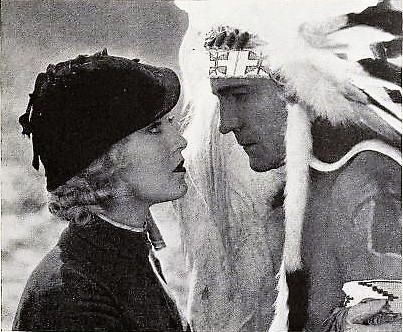
Con Buck Jones in White Eagle

- Whoopee (1930)
- Il re dei chiromanti (1931)
- Two Fisted Justice (1931)
- Gli uomini nella mia vita (1931)
- La lotteria del diavolo (1932)
- The White Eagle (1932)
- L'espresso blu (1932)
- Forbidden Trail (1932)
- Rusty Rides Alone (1933)
- Porte chiuse (1934)
- The Old Wyoming Trail (1937)
- Dad Rudd, M.P. (1940)

## Fonti
- Michael G. Ankerich, The Sound of Silence: Conversations with 16 Films and Stage Personalities, McFarland & Company, Jefferson-London, 2011, pp. 234-249
- Harris M. Lentz III, Obituaries in the Performing Arts, 2003, McFarland & Company, Jefferson-London, 2004 ISBN 0-7864-1756-0
- The Telegraph, Barbara Weeks, 24 Nov. 2003
- Mike Fitzgerald, An interview with Barbara Weeks